# Ve législature de la Cinquième République française
La Ve législature de la Cinquième République française est un cycle parlementaire qui s'ouvre le 2 avril 1973 sous la présidence de Georges Pompidou et se termine le 2 avril 1978 sous la présidence de Valéry Giscard d'Estaing. Elle est la première législature de la Cinquième République à durer un total de 5 ans.

## Composition de l'exécutif
- Présidents :
  - Georges Pompidou
  - Alain Poher (par intérim)
  - Valéry Giscard d'Estaing
- Premiers ministres : 
  - Pierre Messmer jusqu'au 27 mai 1974
  - Jacques Chirac jusqu'au 25 août 1976
  - Raymond Barre

## Composition de l'Assemblée nationale

### Groupes parlementaires
| Groupe parlementaire               | Groupe parlementaire               | Groupe parlementaire                                                          | Députés                            | Députés                            | Députés | Président déclaré                                                                |
| Groupe parlementaire               | Groupe parlementaire               | Groupe parlementaire                                                          | Membres                            | Apparentés                         | Total   | Président déclaré                                                                |
| ---------------------------------- | ---------------------------------- | ----------------------------------------------------------------------------- | ---------------------------------- | ---------------------------------- | ------- | -------------------------------------------------------------------------------- |
|                                    | UDR puis RPR                       | Union des démocrates pour la République puis Rassemblement pour la République | 162                                | 21                                 | 183     | Roger Frey (1973), Claude Labbé (1973-1978)                                      |
|                                    | PSRG                               | Parti socialiste et Radicaux de gauche                                        | 100                                | 2                                  | 102     | Gaston Defferre                                                                  |
|                                    | COM                                | Communiste                                                                    | 73                                 | 0                                  | 73      | Robert Ballanger                                                                 |
|                                    | RCDS (1974-1978)                   | Réformateurs, centristes et démocrates sociaux                                | 60                                 | 4                                  | 64      | Max Lejeune (1974-1977)                                                          |
|                                    | RI                                 | Républicains indépendants                                                     | 51                                 | 4                                  | 55      | Michel d'Ornano (1973-1975), Jean Brocard (1974-1975), Roger Chinaud (1975-1978) |
|                                    | RDS (1973-1974)                    | Réformateurs démocrates sociaux                                               | 30                                 | 4                                  | 34      | Michel Durafour (1973-1974)                                                      |
|                                    | UC (1973-1974)                     | Union centriste                                                               | 30                                 | 0                                  | 30      | Eugène Claudius-Petit (1973), Jacques Duhamel (1973-1974)                        |
|                                    |                                    |                                                                               |                                    |                                    |         |                                                                                  |
| Total de députés membre de groupes | Total de députés membre de groupes | Total de députés membre de groupes                                            | Total de députés membre de groupes | Total de députés membre de groupes | 477     |                                                                                  |
|                                    | Députés non-inscrits               | Députés non-inscrits                                                          | Députés non-inscrits               | Députés non-inscrits               | 13      |                                                                                  |
|                                    |                                    |                                                                               |                                    |                                    |         |                                                                                  |
| Total des sièges pourvus           | Total des sièges pourvus           | Total des sièges pourvus                                                      | Total des sièges pourvus           | Total des sièges pourvus           | 490     |                                                                                  |

### Président de l'Assemblée
- Edgar Faure (apparenté UDR, 3e circonscription du Doubs)

## Gouvernements successifs
- Gouvernement Pierre Messmer (2)
- Gouvernement Pierre Messmer (3)
- Gouvernement Jacques Chirac (1)
- Gouvernement Raymond Barre (1)
- Gouvernement Raymond Barre (2)

## Élection du président de l'Assemblée nationale
| Edgar Faure    | Doubs (3e)     |                | UDR            | 274 | 59,44 | Élu   |  |  |
| Pierre Mauroy  | Nord (2e)      |                | PSRG           | 180 | 39,05 | Battu |  |  |
| Divers         |                |                |                | 7   | 1,52  |       |  |  |
|                |                |                |                |     |       |       |  |  |
| Votants        | Votants        | Votants        | Votants        | 487 | ?     |       |  |  |
| Blancs et nuls | Blancs et nuls | Blancs et nuls | Blancs et nuls | 26  | 5,34  |       |  |  |
| Exprimés       | Exprimés       | Exprimés       | Exprimés       | 461 | 94,66 |       |  |  |